# Juan Lezcano
Juan Vicente Lezcano López  (Santísima Trinidad, Asunción, Paraguay, 5 de abril de 1937 - 6 de febrero de 2012) fue un futbolista paraguayo. Jugaba de lateral y llegó a ser parte de la selección paraguaya. 

## Trayectoria
Su primer club fue el Olimpia de su Paraguay natal. En él consiguió un pentacampeonato entre 1956 y 1960. En este año, coincidente con la primera Copa Libertadores de América, llegó junto al Olimpia a la final de la misma frente a Peñarol, perdiéndola y pasando al equipo vencedor al año siguiente para reforzar la plantilla. En el conjunto carbonero ganó 6 Campeonatos Uruguayos, y ganó los últimos dos (1961 y 1962) del Primer Quinquenio de la institución. También conquistó en el ámbito Internacional ganando dos Libertadores y dos Intercontinentales.

## Selección nacional
Fue internacional con la Selección de fútbol de Paraguay en 26 encuentros sin conseguir marcar goles. Participó de las eliminatorias para el mundial de 1958, donde su selección clasificó llegando a jugar los 3 partidos por la instancia de grupos.

### Participaciones en Copas del Mundo
| Mundial                        | Sede   | Resultado    |
| ------------------------------ | ------ | ------------ |
| Copa Mundial de Fútbol de 1958 | Suecia | Primera fase |

### Participaciones en Copa América
| Copa              | Sede      | Resultado   |
| ----------------- | --------- | ----------- |
| Copa América 1959 | Argentina | Semifinales |

## Clubes
| Club        | País      | Año       |
| ----------- | --------- | --------- |
| Olimpia     | Paraguay  | 1954-1960 |
| Peñarol     | Uruguay   | 1961-1968 |
| Colón       | Argentina | 1969      |
| Olimpia     | Paraguay  | 1969-1970 |
| River Plate | Paraguay  | 1971      |

## Palmarés

### Campeonatos nacionales
| Título              | Club    | País     | Año  |
| ------------------- | ------- | -------- | ---- |
| Liga Paraguaya      | Olimpia | Paraguay | 1956 |
| Liga Paraguaya      | Olimpia | Paraguay | 1957 |
| Liga Paraguaya      | Olimpia | Paraguay | 1958 |
| Liga Paraguaya      | Olimpia | Paraguay | 1959 |
| Liga Paraguaya      | Olimpia | Paraguay | 1960 |
| Campeonato Uruguayo | Peñarol | Uruguay  | 1961 |
| Campeonato Uruguayo | Peñarol | Uruguay  | 1962 |
| Campeonato Uruguayo | Peñarol | Uruguay  | 1964 |
| Campeonato Uruguayo | Peñarol | Uruguay  | 1965 |
| Campeonato Uruguayo | Peñarol | Uruguay  | 1967 |
| Campeonato Uruguayo | Peñarol | Uruguay  | 1968 |

### Torneos internacionales
| Título                | Club    | País    | Año  |
| --------------------- | ------- | ------- | ---- |
| Copa Libertadores     | Peñarol | Uruguay | 1961 |
| Copa Intercontinental | Peñarol | Uruguay | 1961 |
| Copa Libertadores     | Peñarol | Uruguay | 1966 |
| Copa Intercontinental | Peñarol | Uruguay | 1966 |